# 漢斯·斯佩曼
汉斯·斯佩曼（德語：Hans Spemann，1869年6月27日—1941年9月9日）是一位德國生物学家，动物胚胎“组织者”的发现者。
斯佩曼早年利用婴儿头发进行蝾螈卵的结扎实验，证明早期胚胎的各个细胞核在发育能力上没有差别；以后他和他的学生又利用所建立的方法进行一系列试验，发现两栖类原肠胚的被唇能起“组织者”的作用，除去自身向一定方向分化外，还能诱导邻近的外胚层细胞分化为神经组织，共同形成由脊索、肌肉、神经管组成的中轴构造。
这个发现在实验胚胎学上开辟一个新的途径，并且诱导的概念已渗入生物学的其他领域；1935年获得诺贝尔生理学与医学奖。當時此現象稱為「组织者效应」（organiser effect），現在則稱為胚胎诱导（embryonic induction）現象。

## 外部連結
- Web page about Hans Spemann
- Explanation of the Spemann-Mangold experiment （页面存档备份，存于） from a Nature Reviews article